# El canto del gallo
El canto del gallo es una película española de drama estrenada en 1955, dirigida por Rafael Gil y protagonizada en los papeles principales por Francisco Rabal, Gérard Tichy y Jacqueline Pierreux.
Está basada en la novela homónima de José Antonio Giménez-Arnau publicada en 1954.
Por su papel de Gans en la película, el actor Gérard Tichy obtuvo el premio al mejor actor extranjero en película española, otorgado por el Círculo de Escritores Cinematográficos.

## Sinopsis
En Hungría, durante la Segunda Guerra Mundial y en una época en que los religiosos eran asesinados, Gans, un poderoso comisario comunista, salva la vida al Padre Miller, un antiguo compañero de estudios. Pero a cambio le obliga a abjurar de su fe católica y a irse a vivir con un prostituta. El padre Miller comete otros pecados como negar la confesión a un moribundo o delatar a un compañero sacerdote. Pero al arrepentirse de su conducta vuelve a su antigua parroquia, donde se reencontrará con Gans.

## Reparto
- Francisco Rabal como Padre Miller
- Jacqueline Pierreux como Elsa
- Gérard Tichy como	Gans
- Antonio Riquelme como Conserje
- Julia Lajos como Carlota
- José Luis Heredia como Cura
- Alicia Palacios como Madre de Pablo
- Félix de Pomés como Obispo
- Asunción Balaguer como Mujer humilde
- Luis Induni como Sargento Lubeck
- José Manuel Martín como Preso
- Matilde Muñoz Sampedro como Elena
- Mónica Pastrana como Sor Ángela
- Carmen Rodríguez como María
- Emilio Sancho como Guardia de ronda primero
- Porfiria Sanchiz como Casera
- Francisco Sánchez como Guardia
- José Villasante como Guardia de ronda segundo

## Premios
11.ª edición de las Medallas del Círculo de Escritores Cinematográficos
| Categoría                                   | Nominados    | Resultado |
| ------------------------------------------- | ------------ | --------- |
| Mejor actor extranjero en película española | Gérard Tichy | Ganador   |